# Kabatepe
Kabatepe, o Gaba Tepe, es un promontorio arcilloso que domina el norte del Mar Egeo en lo que ahora es el Parque Histórico Nacional de la Península de Galípoli, en la península de Galípoli, en el noroeste de Turquía.
Durante la Primera Guerra Mundial, el promontorio fue el emplazamiento de una batería de artillería otomana, conocida por los atacantes aliados como Beachy Bill, que acosó constantemente a las tropas del ANZAC alrededor de la cala que llevaría su nombre, situada más al norte, durante la Campaña de Galípoli, también conocida como Batalla de los Dardanelos.

## Museo de Kabatepe

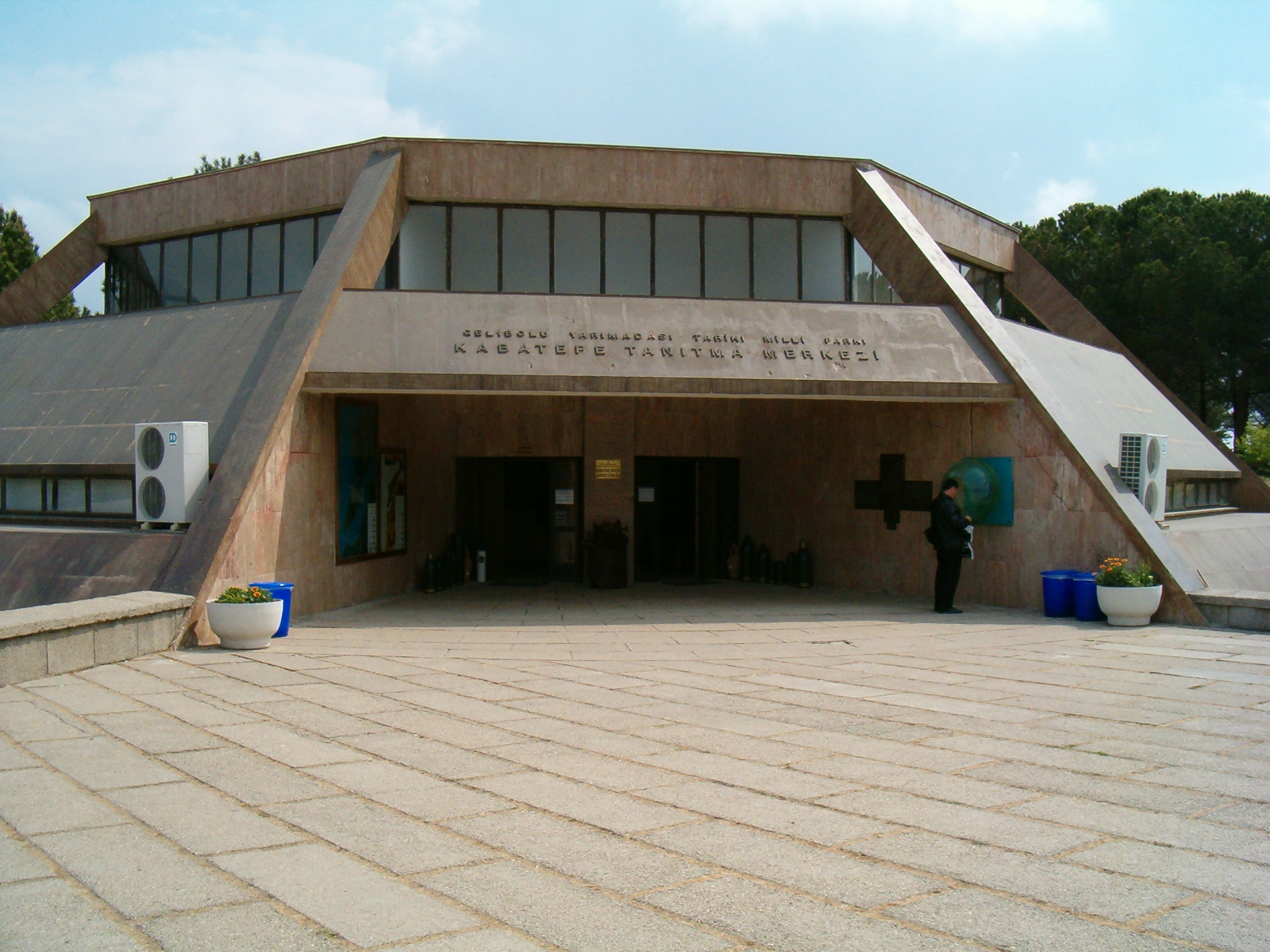
Museo de Kabatepe en 2006

El Museo de Kabatepe (en turco Kabatepe Müzesi) está ubicado dentro del Parque Histórico Nacional de la Península de Galípoli, en la costa occidental de la Península de Galípoli. Conmemora la campaña homónima, ahora considerada un momento decisivo en la historia moderna no sólo de Turquía, sino también de Australia y Nueva Zelanda.
El museo alberga numerosas reliquias de la campaña, incluidas armas, municiones, uniformes, fotografías, cartas escritas por los soldados a sus familias y pertenencias privadas como herramientas de afeitar, cajas de cacao, petacas de cuero, etc. También hay artefactos más impactantes como el cráneo de un soldado turco asesinado de un balazo en la frente y el zapato de un soldado que aún contiene un hueso del pie de su propietario.